# Primera massacre de Machecoul
```
La 
primera massacre de Machecoul
 és un dels primers esdeveniments de la 
Revolta de La Vendée
, una revolta contra el reclutament massiu i la constitució civil del clergat. La primera matança va tenir lloc l'
11 de març
 de 
1793
, a la ciutat provincial de 
Machecoul
, al districte del 
Loira Atlàntic
. La ciutat era un pròsper centre de comerç de cereals; la majoria de les víctimes eren administradors, comerciants i ciutadans de la ciutat.
```

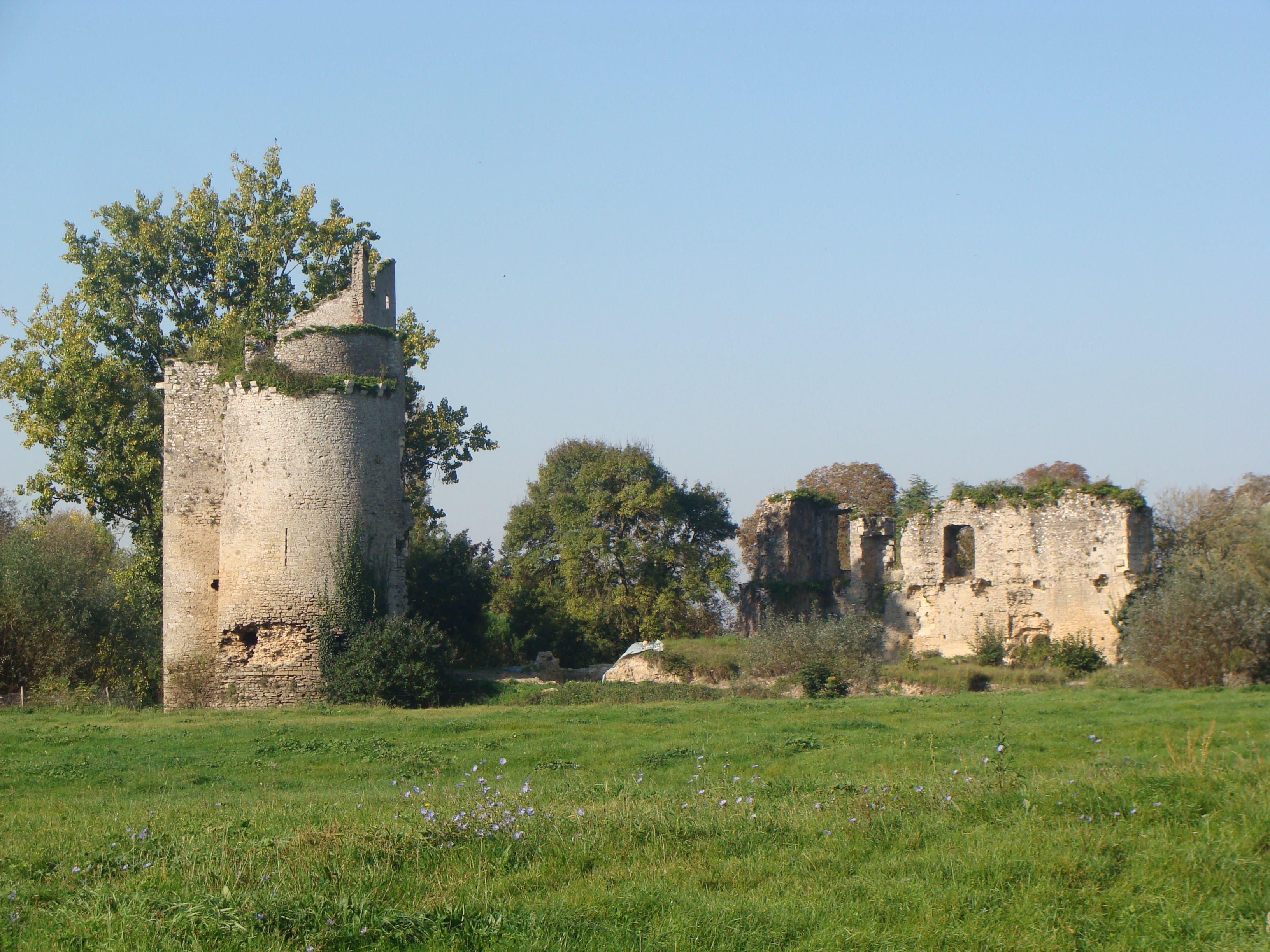
Ruïnes del castell de Machecoul on es van produir la majoria dels assassinats.

Tot i que la massacre de Machecoul i altres que la van seguir, sovint es consideren (de manera diversa) com una revolta reialista o una contrarevolució, els historiadors del segle XXI coincideixen generalment en què la revolta dels Vendeans va ser un complicat esdeveniment popular provocat per l'anticlericalisme de la Revolució, el reclutament massiu i l'antifederalisme jacobí. A la zona geogràfica al sud del Loira, la resistència al reclutament va ser particularment intensa i gran part d'aquesta zona també es va ressentir de la intrusió dels partisans de la república, anomenats "abrics blaus", que van portar amb ells noves idees sobre l'organització de districtes i judicials i que requeria la reorganització de les parròquies amb els anomenats sacerdots juring (els que havien prestat el jurament civil). En conseqüència, la insurrecció es va convertir en una combinació de molts impulsos, en què el reclutament i l'organització de les parròquies van liderar la llista. La resposta va ser increïblement violenta per ambdues parts.

## Massacre

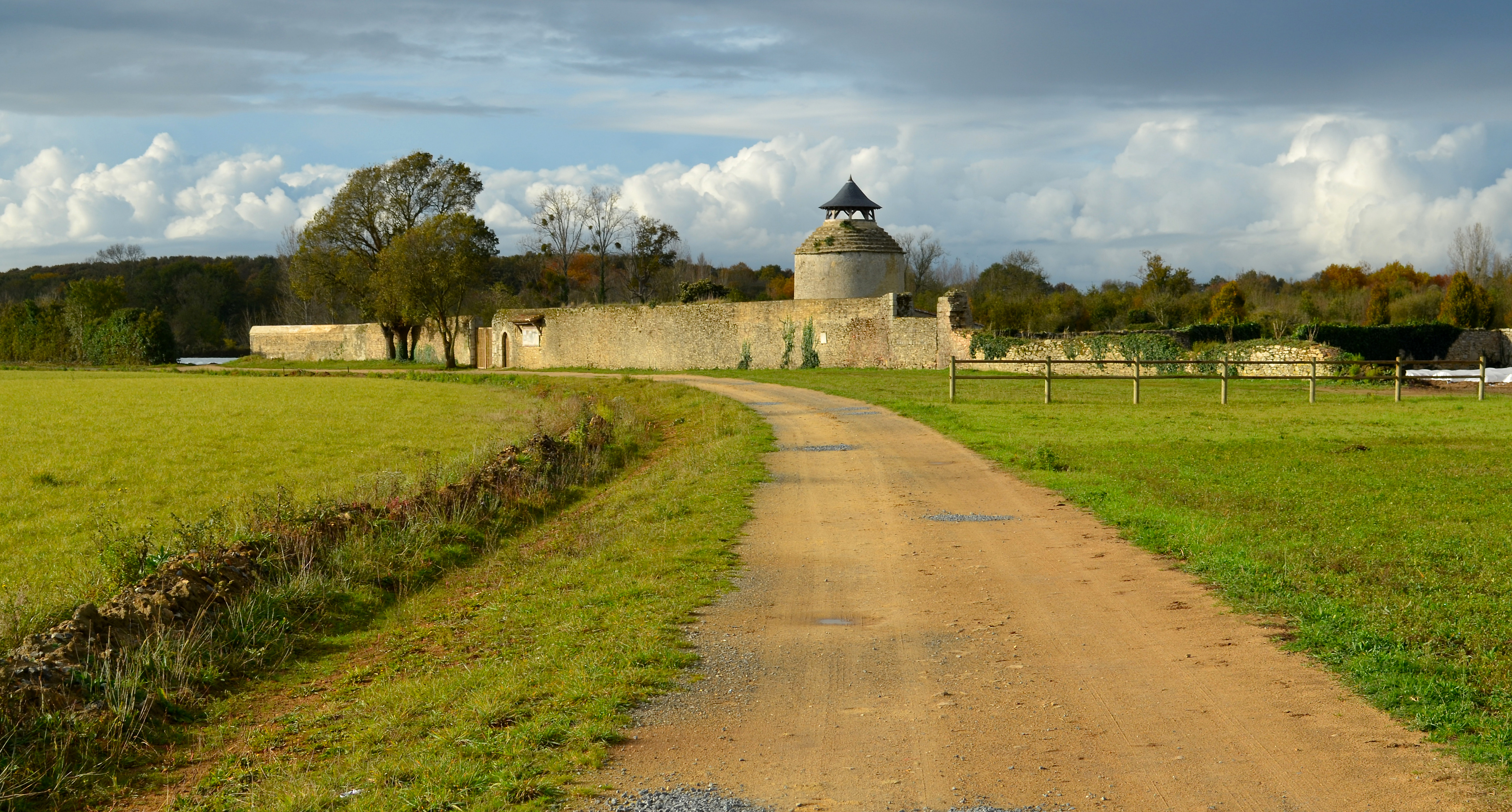
Machecoul - Abadia de Notre-Dame-de-la-Chaume

L'exèrcit irregular aixecat al camp no havia arribat a Machecoul, però sí els caps dels oficials de reclutament. El dilluns, 11 de març de 1793, una multitud va arribar al centre de la ciutat, des del camp dels voltants; van començar el cant Pas de milice (sense allistaments) i van envoltar els oficials de reclutament de la República a la ciutat. Un soldat nerviós va obrir foc i la multitud enfurismada va prendre represàlies. Entre 22 i 26 soldats van morir, inclòs el seu lloctinent, Pierre-Claude Ferré. Entre les víctimes immediates també hi havia el sacerdot jure (Constitució civil del clergat), Pierre Letort, que va morir a baioneta i el cos va ser mutilat, Pagnot, el magistrat, i Étienne Gaschignard, la directora del col·legi. La Guàrdia Nacional va ser derrotada, i els rebels, incloses moltes dones, van apoderar-se dels que anomenaven "patriotes" -també anomenats "Blues", o de les persones que donaven suport a la causa republicana - i els van conduir a la presó de l'antic castell i el convent de Germanes del Calvari. Allà van matar els guàrdies i alguns habitants notables, uns 20 en total, tot i que segons alguns testimonis, fins a 26 van morir el primer dia i 18 l'endemà. Alfred Lallié, un altre testimoni, va donar 22 com a recompte de morts.
La situació es va deixar fora de control. Els dies següents, els insurrectes van augmentar fins a uns sis mil homes i dones, i alguns dels adherents republicans i les seves famílies van fugir a Nantes i altres fortaleses. El 19 de març, molts sospitosos contrarevolucionaris van ser apressats i els republicans van infligir les seves pròpies massacres: a La Rochelle, sis sacerdots que no tenien escapatori van morir piratejats i els seus caps (i altres parts del cos) es van mostrar a tota la ciutat. Aproximadament una setmana més tard, els insurgents de Machecoul es van apoderar de la veïna ciutat portuària de Pornic (aproximadament 16 km al nord-oest) el 23 de març, aquesta vegada unit per part de l'exèrcit irregular que s'havia format en un altre lloc i el va saquejar. Una patrulla republicana va sorprendre els vendeans, que estaven acollits a cellers alliberats, i en van matar entre 200 i 500. Els camperols enfadats van tornar a Machecoul i van representar la mort una altra dotzena de presoners el 27 de març en represàlia. En total, uns 200 van morir (no tots a la batalla) i, quan els supervivents de Pornic van tornar a Machecoul, van treure els "abrics blaus" detinguts del presoner i els van disparar, un procés que va durar durant les properes setmanes, a mitjans d'abril.
Hi abundaven els contes de brutalitat, alguns dels quals potser eren certs; el nombre de morts va augmentar. La investigació actual suggereix que 150 van ser executats a la ciutat en general, però els informes republicans contemporanis situen la xifra en 500. Tot i la demonització dels insurgents, però, vint-i-dos "abrics blaus" de la parròquia es van salvar a petició dels seus propis veïns; d'altres fins i tot van ser autoritzats per tribunals establerts per controlar les execucions i supervisats pel jurista local, René François Souchu. Souchu, advocat i jutge de professió, va dirigir l'execució d'aproximadament 50 funcionaris republicans i adherits el 3 d'abril; van ser abatuts i enterrats en un camp fora de la ciutat.

## Informes contemporanis
El més influent dels informes contemporanis va venir de Citizen Boullemer i es va publicar en més de 1.000 fulletons més endavant. Boullemer va afirmar estar entre els pocs testimonis oculars que van sobreviure: "van arribar de totes les sortides de la ciutat, de cinc a sis mil camperols, dones i nens, armats [amb] armes, falques, ganivets, pales i llances. Van cridar, corrent pels carrers: pau! pau!" El relat de Boullemer continua: van descendir cap a Machecoul i es van enfrontar a un destacament de la guàrdia nacional que havia vingut a aplicar la taxa. Cent guàrdies nacionals i policies van defensar la ciutat contra ells. Louis-Charles-César Maupassant, un pagès, comerciant i un adjunt a la Convenció, va intentar arengar els atacants en silenci, però no va poder ser escoltat per sobre del soroll. La majoria de les tropes i funcionaris republicans es van dispersar davant la multitud amenaçadora. Segons Louis Mortimer-Ternaux, un altre testimoni ocular, només tres oficials i cinc o sis gendarmes quedaven als seus llocs. En aquell moment, segons ell, alguns guàrdies nacionals que havien intentat escapar per un carreró van ser emboscats pels camperols, perseguits i finalment abatuts per la multitud als peus del diputat, Maupassant. La multitud el va treure del cavall i el va matar amb un cop de pala.
Boullemer's va escriure el seu sensacional relat molt després del fet, a la seguretat de Rennes, on va ser portat després de ser rescatat per les forces republicanes. Boullemer va admetre que havia passat la major part de les sis setmanes de trastorn a Machecoul a la seguretat del seu graner, amagant-se dels camperols. El seu relat del terror, tot i que no va perdre res pel fet d'haver vist poc: els camperols de la ciutat sonaven el tocsin, va escriure, i altres van explotar des dels camps circumdants. En poc temps, tot l'afer s'havia convertit en una massacre majorista de tropes republicanes, el sacerdot constitucional, simpatitzants radicals coneguts i qualsevol persona implicada en l'administració municipal. Els presos tenien les mans lligades a l'esquena i es lligaven amb una corda que es passava per sota les aixelles, en un anomenat rosari; després van ser arrossegats als camps i obligats a cavar les seves pròpies tombes abans de ser abatuts a trets. Els patriotes, aquells que van donar suport a la revolució, van ser perseguits, atacats als arbres i emasculats. Les dones patriotes van ser violades i degollades als horts. Boullemer va situar el nombre de morts en 552.

## Vista des de París
Des dels clubs jacobins, la Convenció i els carrers i carrerons de París, això només es podia veure com una insurrecció. Per a ells, la Revolució significava una França indivisible. Tot allò que dividís França —tots els que fossin diferents del camí que establia el govern revolucionari— era perillós per a l'èxit de la mateixa revolució. Qualsevol idea, una acció o un pensament que anés en contra de la ideologia revolucionària es caracteritzava pel federalisme o, pitjor encara, pel sentiment reialista. El debat dels historiadors sobre el federalisme i la revolució francesa arriba fins als propis dies de la revolució. El fet de ser anomenat "federalista" el 1793, el 1794 o el 1795, o en qualsevol altre moment de la revolució, en aquest sentit, equivalia a ser qualificat d'antirevolucionari; un reialista. Era un còmode epítet: ser anomenat federalista alienat del principal objectiu radical de la revolució, que era crear una República francesa única i unificada. Qualsevol noció de seccionalisme —la possibilitat que un departament o departaments puguin establir per si mateixos un conjunt de condicions i un govern— ha de ser etiquetada com a antirevolucionària. Per als girondins moderats i els Montagnards radicals, el federalisme significava l'aigualiment de la Revolució, la violació del cos cívic i la pèrdua dels seus somnis. Si els camperols de la Vendée no volien lluitar per la Revolució, si preferien els seus sacerdots i el seu rei (mort) a la seva llibertat, haurien d'estar en contra la Revolució i, en conseqüència, han de ser separats dels seus beneficis.
Aquesta visió intransigent dels objectius revolucionaris implicava una veritat senzilla i brutal: "convertir els caps o tallar-los". Un diputat es va queixar: "si només n'hi hagués 30.000, es tractaria de posar-los tots a l'espasa, però n'hi ha tants!" La descripció escrita de Boullemer de l'esdeveniment es va publicar com a fulletó el novembre de 1793 i el representant en missió, Jacques Garnier, va enviar mil exemplars a la Convenció, al Consell Executiu i a tots els departaments; també va servir de base per a l'informe oficial que François Toussaint Villers va presentar a la Convenció.

## Seqüeles
Hi va haver altres aldarulls de gravamen a tota França, quan els departaments van començar a incorporar homes a l'exèrcit en resposta al decret sobre la taxa, però la reacció al nord-oest al març es va manifestar especialment amb disturbis a gran escala que marxaven a la insurrecció. A principis d'abril, a les zones del nord del Loira, l'ordre havia estat restaurat pel govern revolucionari, però al sud del riu, als quatre departaments que es van conèixer com a Vendée Militar, hi havia poques tropes per controlar els rebels i el que havia començat com els disturbis van adoptar ràpidament la forma d'una plena insurrecció dirigida per sacerdots i la noblesa local.
Les proves relacionen aquests esdeveniments amb la insatisfacció local amb la reorganització de l'església en una entitat governamental. El malestar va començar a la meitat de la Quaresma; La Pasqua d'aquell any es va produir el 31 de març de 1793 i, significativament, la violència inicial es va dirigir al sacerdot local Letort. Letort va personificar la revolució i el govern republicà a París prenent el Jurament Civil del Clergat, convertint-se essencialment en un titella dels republicans a París, almenys als ulls dels insurrectes. La violència va seguir el que Raymond Jonas va anomenar un patró de lògica singular: es va dirigir a aquells que van personificar la revolució en la seva funció o estatus: el tinent de la Guàrdia Nacional, Ferré, ciutadans tan destacats com el diputat Maupassant i el sacerdot constitucional Letort. Tot i així, l'administrador del districte local, el jurista Souchu, es va quedar sol: aparentment era conegut pels seus sentiments antirepublicans i, de fet, va tirar endavant els insurgents. Després que el furor de Machecoul va desaparèixer més tard a la primavera, l'ex pastor de Machecoul, el sacerdot francès Priour, es va negar a celebrar a l'església ara "alliberada" perquè el sacerdot constitucional cismàtic l'havia profanat. En lloc d'això, va dir la missa a l'exterior sobre un altar improvisat.
Les diferències de classe no van ser tan grans a la Vendée com a París o en altres províncies franceses. A la Vendée rural, la noblesa local sembla haver estat més permanentment residida i no tan ressentida com en altres parts de França. Alexis de Tocqueville va assenyalar que la majoria dels nobles francesos vivien a les ciutats el 1789. Una enquesta dels intendents mostrava que una de les poques zones on encara vivien amb els camperols era la Vendée. En conseqüència, els conflictes que van impulsar la revolució a París, per exemple, també es van reduir en aquesta part especialment aïllada de França per la forta adhesió de la població a la seva fe catòlica.